# 五點 (加利福尼亞州弗雷斯諾縣)
五點（英語：Five Points）是位於美國加利福尼亞州弗雷斯諾縣的一個非建制地區。該地的面積和人口皆未知。

## 地理
五點的座標為36°25′46″N 120°06′11″W / 36.42944°N 120.10306°W，而該地的平均海拔高度為68米（即223英尺）。